# Паспарту
Паспарту (на френски: passe-partout, passepartout) е лист картон, хартия или друг материал с изрязан (обикновено в средата) четириъгълник, кръг или елипса, в който се поставя фотографска снимка, рисунка, литография, гравюра и т.н.
Паспартуто има две функции:
- да рамкира и подчертава изображението и да го прави визуално по-привлекателно, и,
- да предпазва изображението да не се допира до стъклото на рамката.

Паспартуто позволява свободния избор на размера рамка без значение размера на поставеното в паспартуто изображение. Освен това върху паспартуто често се разполагат поясняващи надписи и авторски автографи.
С богатата си палитра от цветове и нюанси, паспартуто служи за постигане на цветови баланс между изображението и рамката, както и между изображението и пространството, в което картината се поставя. Паспартуто дава така необходимия на картината „въздух“ и подпомага художественото оформление. При оформлението дизайнерите могат да влагат изображението в двойни и тройни паспартута, създавайки по този начин търсен артистичен ефект.
|  | Тази страница частично или изцяло представлява превод на страницата „Паспарту“ в Уикипедия на руски. Оригиналният текст, както и този превод, са защитени от Лиценза „Криейтив Комънс – Признание – Споделяне на споделеното“, а за съдържание, създадено преди юни 2009 година – от Лиценза за свободна документация на ГНУ. Прегледайте историята на редакциите на оригиналната страница, както и на преводната страница, за да видите списъка на съавторите. ВАЖНО: Този шаблон се отнася единствено до авторските права върху съдържанието на статията. Добавянето му не отменя изискването да се посочват конкретни източници на твърденията, които да бъдат благонадеждни. |

|  | Тази страница частично или изцяло представлява превод на страницата Passe-partout в Уикипедия на английски. Оригиналният текст, както и този превод, са защитени от Лиценза „Криейтив Комънс – Признание – Споделяне на споделеното“, а за съдържание, създадено преди юни 2009 година – от Лиценза за свободна документация на ГНУ. Прегледайте историята на редакциите на оригиналната страница, както и на преводната страница, за да видите списъка на съавторите. ВАЖНО: Този шаблон се отнася единствено до авторските права върху съдържанието на статията. Добавянето му не отменя изискването да се посочват конкретни източници на твърденията, които да бъдат благонадеждни. |